# Filiano
Filiano ist eine süditalienische Gemeinde (comune) mit 2687 Einwohnern (Stand 31. Dezember 2023) in der Provinz Potenza in der Basilikata. Die Gemeinde liegt etwa 20,5 Kilometer nordnordwestlich von Potenza. Filiano ist Teil der Comunità Montana Alto Basento.

## Geschichte
Filiano war bis 1951 Teil der Nachbargemeinde Avigliano. Bekannt ist die Gemeinde als Namensgeber für den Käse Pecorino di Filiano, der in der Region produziert wird.

## Verkehr
Durch die Gemeinde führt die Strada Statale 658 Potenza-Melfi.